# 徐玉相
徐玉相（1618年—17世紀），南直隸常州府武進縣人，明朝、南明軍事人物。

## 生平
徐玉相擅長射箭，每發必中，是崇禎十五年（1642年）的武舉人，十六年（1643年）聯捷武進士三甲第一百五十四名，獲授廣東衛守備，隆武年間海濱流寇肆虐，他星馳赴任，與海盜爭持三天，因弓箭用盡，被重創十多刀而死。

## 家族
曾祖徐顯，祖父徐本義，父徐霆，母章氏，兄崇禎四年武進士徐玉枝。

## 引用
1. 1 2 3  道光《武進陽湖縣合志·卷二十三·人物志二》：徐玉相，武進人，崇禎武進士，授廣東衛守備，單騎之官，時沿海多寇警，猝遇相持三晝夜，素善射，矢盡援絕，身被重創數十乃死。兄玉枝亦崇禎武進士……陳志
2. ↑  道光《武進陽湖縣合志·卷十八·選舉志》：武甲榜……崇禎四年辛未科【十六年癸未科】……徐玉相 廣東衛守備，有傳……武鄉科……（崇禎）十五年壬午科……徐玉相
3. 1 2  《崇禎十六年癸未科武進士登科錄》：徐玉相。貫直隸常州府武進縣，軍籍。行二。字。年二十六。月日生。曾祖顯。祖本義。父霆。母章氏。下。娶氏。直隸鄉試第三十七名。會試第一百三十三名。第三甲第一百五十四名。
4. ↑  康熙《常州府志·卷二十四·人物三》：徐玉相，武進人，崇禎武進士，廣東衛守備。時沿海寇警，星馳赴任，與寇相持，素善射，援絕矢盡被重創卒。
5. ↑  《古今圖書集成·明倫彙編·氏族典·第六十卷》：徐玉相 按《武進縣志》：「玉相，崇禎癸未武進士，任廣東衛守備。時沿海多寇警，玉相星馳赴任，至則與寇相持三晝夜，素善射，發必命中，援絕矢盡，被重創卒。」
6. ↑  錢海岳《南明史·卷四十九·列傳第二十五》：徐玉枝，武進人。與弟玉相，皆崇禎四年武進士。……玉相，廣東守備，（隆武）死難。